# Universidad de Oriente (México)
La Universidad de Oriente (UNO) es una institución pública de educación superior que se encuentra localizada en Valladolid, Yucatán, México. Cuenta con seis programas de licenciatura y cinco de maestría.

## Historia
Fue creada por mandato del gobernador Patricio Patrón Laviada en el año de 2005 inició sus labores en edificios de lugares públicos y finalmente ocupó su plantel en 2006 quedando así formalizado la creación de la casa de estudios. Dicha institución académica fue creada con el deseo de aumentar en materia de educación superior en el estado, y ante el deseo de los pobladores de Valladolid de contar con mayores centros de aprendizajes públicos, cumpliendo así uno de los mayores deseos de la población. .
Al inicio de sus funciones, la UNO desarrolló sus actividades en las instalaciones de la Escuela Normal Juan de Dios Rodríguez Heredia. Esta condición determinó que los horarios de clase fueran vespertinos. Igualmente, cuando las clases requirieron de laboratorios, se contó con la disponibilidad de otros Institutos de Educación Superior. Para atender la demanda de acceso a computadoras, se utilizaron los equipos de la Escuela Normal. 
En junio de 2006 se inauguró el primer edificio de la UNO. Este contó con espacios para diez aulas, un centro de cómputo, un centro de idiomas, dos auditorios, una sala de lectura, un aula de usos múltiples, una bodega, oficinas administrativas, cubículos para profesores y oficina de rectoría. Aunque este edificio originalmente fue construido para ser utilizado como una unidad de docencia, algunos espacios fueron habilitados para cumplir funciones administrativas, ya que no fueron contemplados en su oportunidad, y que se requerían para el personal encargado de dicha tarea. Lo mismo sucedió con los laboratorios de gastronomía que fue necesario adaptar un espacio cercano al edificio. Posteriormente, fue construida la actual cocina.
Forma parte de las 360 universidades mejor posicionadas de Latinoamérica.

## Rectores
- Shirley Zazil Álvarez Escobar (2021)
- Luis René Fernández Vidal (2018-2021)
- Gonzalo José Escalante Alcocer (2016-2018)
- Carlos Eduardo Bojórquez Urzaiz  (2011-2016)
- Graciela Cortés Camarillo (2005-2011)

## Oferta educativa

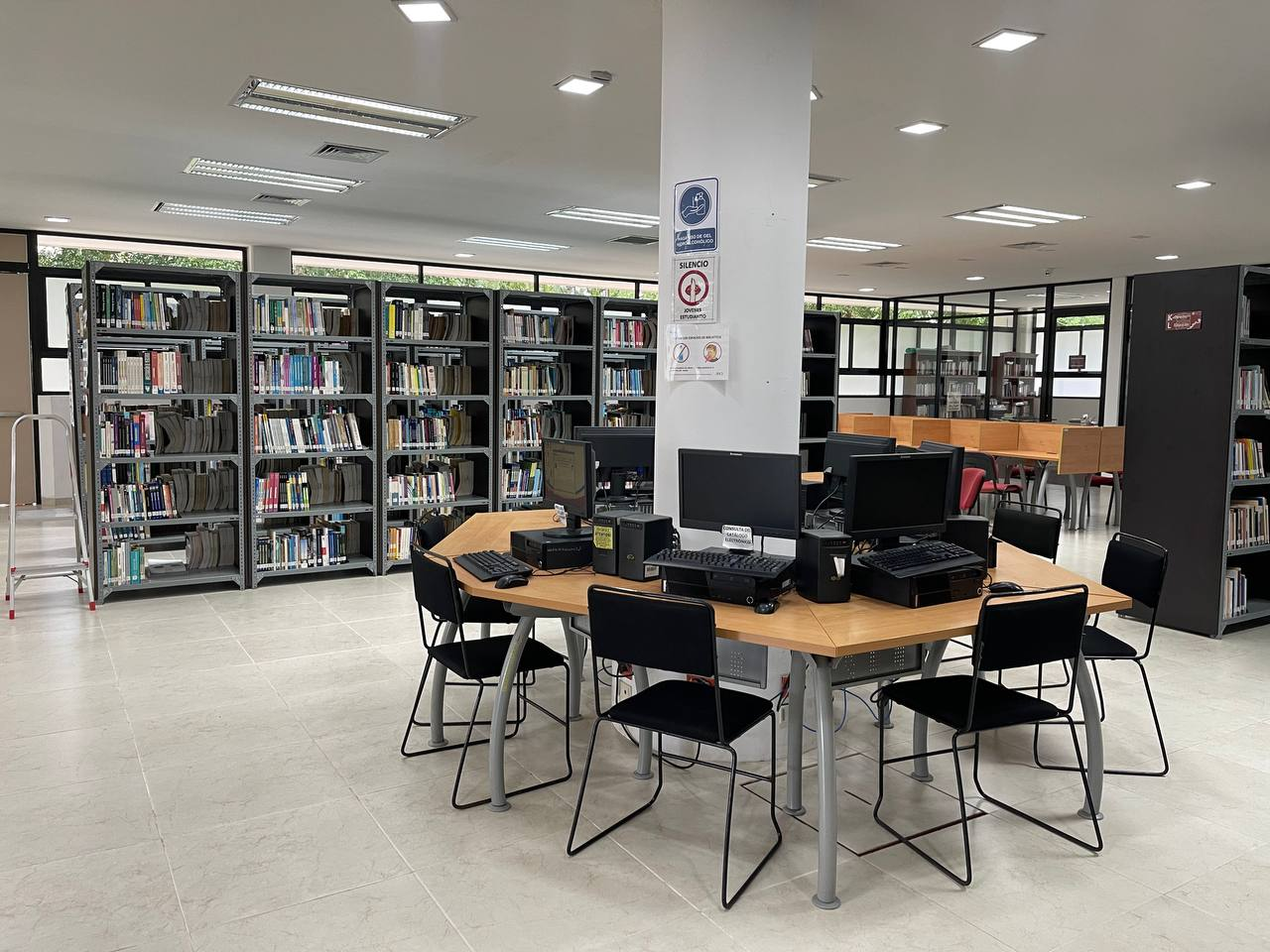
Sala de consulta de la Biblioteca El Gran Kanxoc.

La oferta que tiene la casa de estudios se centra en ciencias sociales. Tiene un total de 6 licenciaturas, 2 maestrías y 1 doctorado, todos los programas con REVOE de la  Secretaría de Educación Pública.

### Licenciaturas
- Administración pública
- Desarrollo turístico
- Gastronomía
- Lingüística y cultura Maya
- Mercadotecnia
- Tecnologías de la información y comunicación

### Maestrías
- Administración pública
- Etnografía y educación intercultural

### Doctorado
- Doctorado en gestión educativa

## Honoris causa
Como cada año la universidad hace entrega del doctorado honoris causa a aquella persona que merezca dicho mérito por su lucha en la presea de la cultura, dando un mayor impulso a esta. La primera persona en recibir esta medalla conferida por la universidad de oriente, fue la premio nobel de la paz Rigoberta Menchú  por su notable labor social en pro de los indígenas. Esta medalla se ha estado asignando cada año durante la exposición del Fic. Maya que se realiza en el estado.

## Eventos

### Wikipedia en maya

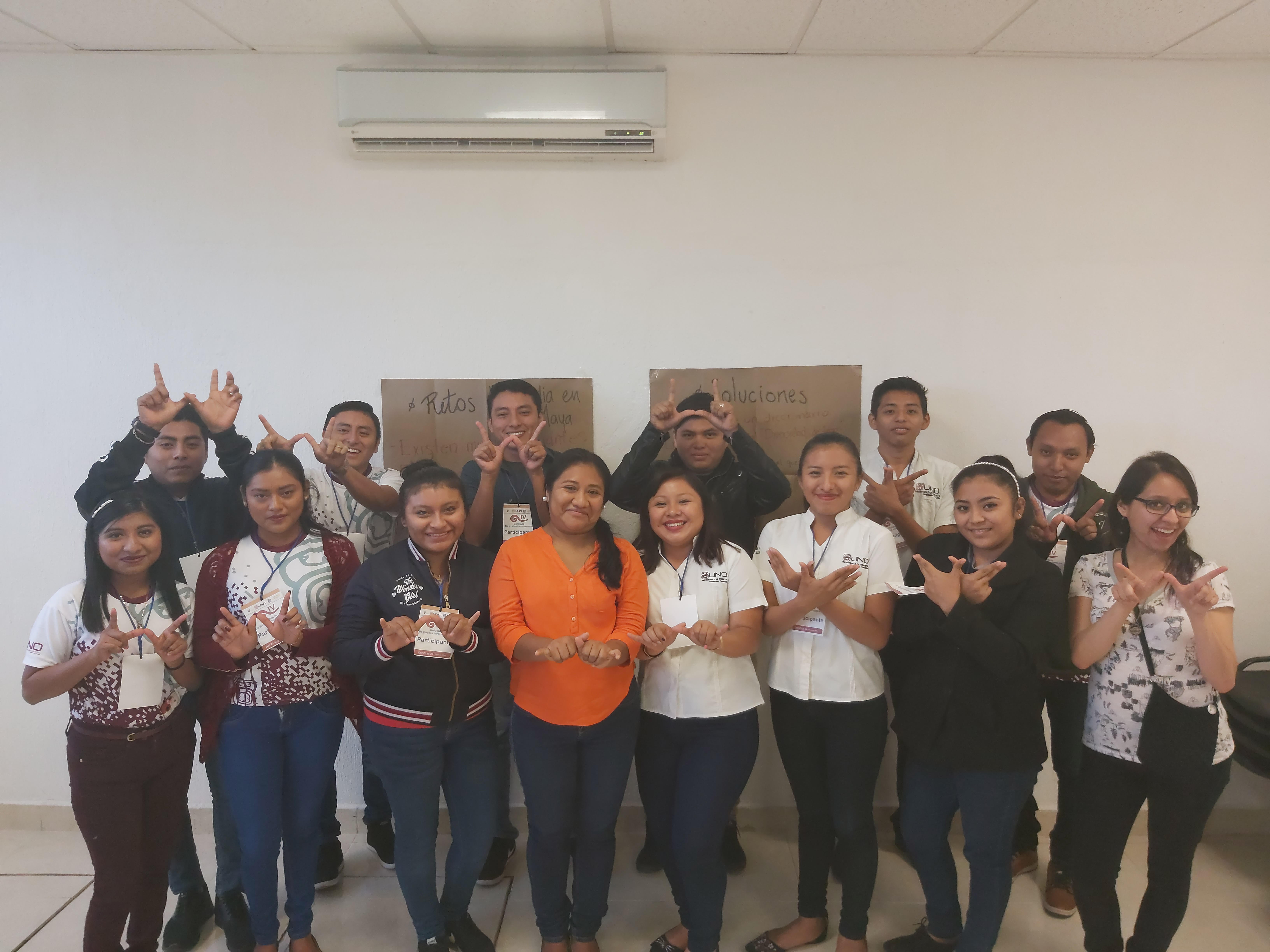
Jóvenes en el taller de Wikipedia en maya

El 22 de enero de 2020 se llevó a cabo el taller de Wikipedia en maya en esta institución.